# هارييت آربثنوت

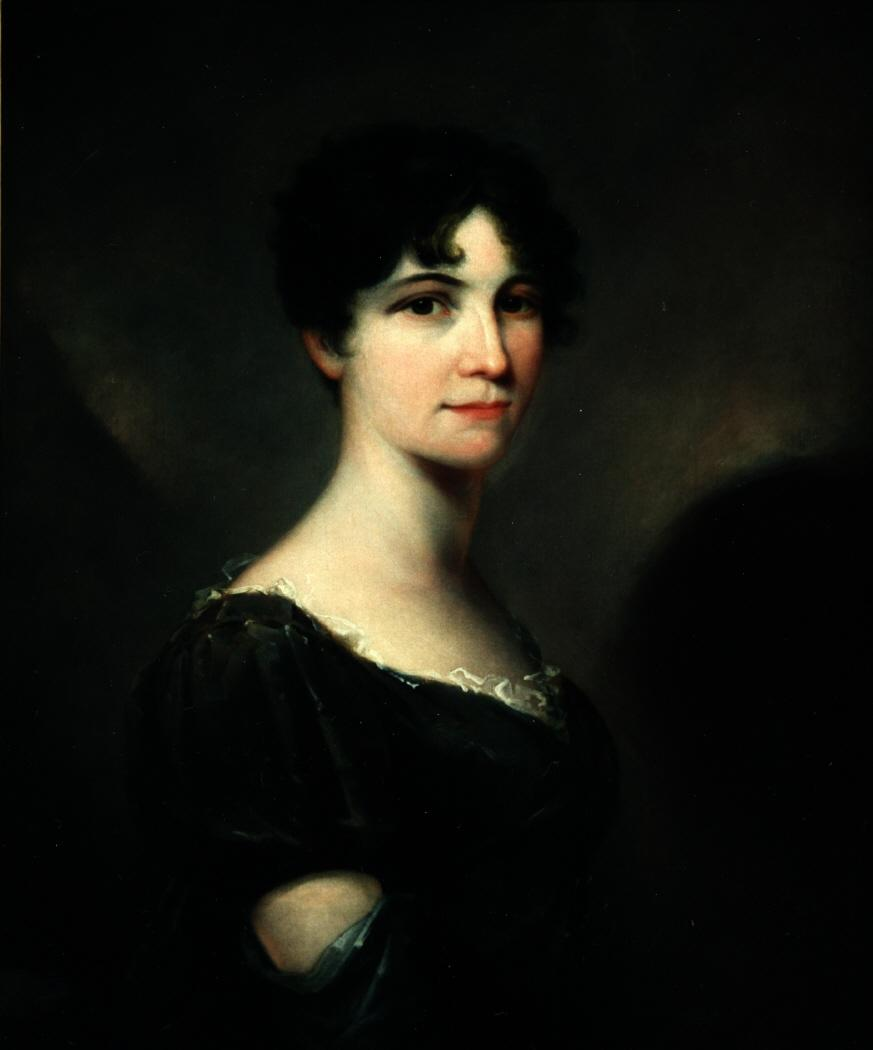
بورتريه لهارييت آربثنوت بريشة الرسام الإنجليزي جون هوبنر

هارييت آربثنوت (بالإنجليزية: Harriet Arbuthnot)‏ (10 سبتمبر عام 1793 – 2 أغسطس عام 1834)، كانت كاتبة يومياتٍ ومراقبةً اجتماعيةً إنجليزيةً ومضيفةً سياسية عن حزب المحافظين في بدايات القرن التاسع عشر. كانت «الصديقة المقرّبة» لبطل معركة واترلو ورئيس الوزراء البريطاني دوق ولنغتون الأول آرثر ويلزلي. خلال عشرينيات القرن التاسع عشر. أبقت على مراسلاتها واتصالاتها المطوّلة مع الدوق ضمن أوراق مذكّراتها، التي استُخدمت لاحقاً باستفاضةٍ في جميع السير الذاتية الموثوقة لدوق ولنغتون.
وُلدت آربثنوت في ظل الأرستقراطية البريطانية وتزوّجت من أحد السياسيين وأتباع المؤسسة البريطانية، لذا كانت في وضع يسمح لها بلقاء الشخصيات البارزة خلال عصر الوصاية على العرش وأواخر العصر النابليوني. استُشهد بأقوالها في العديد من السير الذاتية والسجلّات في ذلك العصر، فاكتسبت في يومنا هذا لقب «السيّدة آربثنوت» لدورها في تسجيل وقائع الاجتماعات والمحادثات بحذافيرها. لم تقتصر ملاحظاتها وذكريات حياتها في المؤسسة البريطانية على الأفراد، إذ وثّقت الوقائع السياسية والأحداث المهمّة والحياة اليومية، وأولتها قدراً كبيراً من الاهتمام بالتفاصيل، مقدمةً للمؤرخين صورة واضحة عن الأحداث المذكورة. نُشرت مذكّراتها في عام 1950 تحت اسم «يوميات السيّدة آربثنوت».

## مطلع حياتها
وُلدت هارييت آربثنوت باسم هارييت فاين في 10 سبتمبر من عام 1793 لوالدها هنري فاين. كان هنري فاين الابن الثاني لتوماس فاين الذي كان الإيرل الثامن لويستمورلاند. وُصف هنري فاين في شبابه بأنه «كسول ومهمل ويقضي معظم أوقاته في الريف». على الرغم من ذلك، استطاع فاين الحصول على مقعدٍ في برلمان إقليم لايم، وعُيّن أميناً على طرق الملك الخاصة في عام 1772. تزوّج هنري فاين من والدة آربثنوت آن باتسون في عام 1778، إذ كانت وريثة وابنة إدوارد باكلي باتسون. رُزق الزوجان بأربعة عشر طفلاً؛ تسعة أبناء وخمس بنات.
قضت هارييت معظم طفولتها في منزل أسرتها على تلالٍ من الحجر الجيري فوق غرانثام في قرية فولبيك في لينكولنشير. لم يكن هذا المنزل الذي ورثه هنري فاين عن والده قصراً حديثاً ضخماً، لكنّه بُني مجدداً بعد اندلاع حريقٍ في عام 1733 قبل أن يوّسعه هنري فاين ويُحدّثه في عام 1784. تمتّعت هارييت وأشقّائها الثلاثة عشر بطفولة ريفية مريحةً وميسورةً في قرية فولبيك.
تُوّفي والدها عندما كانت في التاسعة من عمرها، وازدادت ثروة العائلة بشكل كبير بعد أن ورثت والدتها عقار أفون تيريل في هامبشير وعقار أبوود في دورست في عام 1810. حصلت السيّدة الأرملة على دخل قدره 6,000 جنيه إسترليني سنوياً (ما يعادل 420,000 جنيه إسترليني سنوياً عام 2019)، والذي يُعتبر دخلاً هائلاً وفقاً لمعايير اليوم. استخدمت السيدة فاين الأموال في تربية الأطفال والحفاظ على مكانتها في المجتمع.

## زواجها
تزوّجت هارييت فاين من عضو البرلمان المرموق، تشارلز آربثنوت، في 31 يناير من عام 1814. اعترض والداها على هذا الزواج في البداية بسبب فارق السن الكبير بينهما، والذي يقدّر بـ 26 عاماً. واجه الزوجان بعض العقبات أثناء وضع اللمسات الأخيرة على ترتيبات الزواج، والتي كانت عقباتً ماليةً في المجمل. فوّضت والدتها الأرملة ابنها الأكبر فير فاين لتنسيق ترتيبات زواج ابنتها هارييت التي كانت تبلغ من العمر 20 عاماً، كان فير أرملاً في السادسة والأربعين من عمره ومؤهّلاً للعمل في هذه المهمّة نظراً لمنصبه في بنك «تشايلد&كو.». لم يكن أيّ من والدتها أو أخيها الأكبر فير فاين مستعدّين لتقديم ما يكفي من المال لإرضاء زوج هارييت المستقبلي، ما دفع العريس المرتقب إلى كتابة رسالة موجّهة إلى خطيبته؛ «كيف يمكننا العيش على مبلغ قدره 1,000 أو 1,200 جنيه إسترليني، بينما لا يمكن لفاين (والدتها) العيش على مبلغ 6,000 جنيه إسترليني دون أن تقدّم لكِ أيّ مساعدة على الإطلاق؟».
كان تشارلز آربثنوت أرملاً وأباً لأربعة أطفال، وكان ابنه تشارلز يصغر زوجته هارييت بتسعة أعوام فحسب. كانت زوجته الأولى مارسيا إحدى النساء اللواتي يخدمن أميرة ويلز سيئة السمعة، وذلك قبل أن تتوفى في عام 1806. كان تشارلز آربثنوت منتمياً إلى الطبقة الأرستقراطية الأنجلو-أيرلندية جنباً إلى جنب مع الرجلين الآخرين الذين أُعجبت بهما زوجته الثانية؛ الفيكونت كاسلري ودوق ولنغتون. حصل على عضوية في البرلمان منذ عام 1795 بعد أن أصبح عضواً في برلمان إقليم إيست لو. كان عضواً في برلمان سانت جرمانز خلال فترة زواجه من فاين. ترك مسيرته السياسية لفترة قصيرة، إذ أصبح سفيراً للدولة العثمانية بين عامي 1804 و1807. عاشت هارييت على هامش المجتمع الراقي قبل أن يفتح لها زواجها من تشارلز الذي يُعتبر أحد ركائز المؤسسة البريطانية كل الأبواب، وذلك بصفتها زوجة جديدة شابة وواحدة من 14 طفلٍ لأصغر ابن من عائلة ارستقراطية لا تملك ثروة كبيرة. وعلى الرغم من ذلك، بيّن الجدل والمشاحنات التي رافقت حصولها على مهرها بأنهم كانوا بحاجة إلى المال.
طوّرت السيدة آربثنوت أثناء زواجها صداقاتٍ وثيقةٍ مع الرجال الأقوياء الأكبر سناً، إذ وصفت كاسلري بأنه «أعزّ وأفضل صديق لها» إلى أن توفّي في عام 1822. نقلت اهتمامها إلى نظيره الأنجلو-آيرلندي وأحد عظماء القرن التاسع عشر دوق ولنغتون. اتّفق جميع المعلّقين الاجتماعيين في ذلك الوقت على أنها كانت سعيدة في زواجها، إذ كان زوجها في الواقع صديقاً مقرّباً من ولنغتون إلى جانب زوجته. فُتنت هارييت آربثنوت بعالم السياسة بعد زواجها من أحد السياسيين، إذ أصبحت إحدى المضيفات السياسيات الناجحات أثناء محاولتها الجاهدة لدعم قضايا حزب المحافظين. اعتُبرت آربثنوت الطرف المهيمن في علاقتها مع زوجها، إذ ضمنت استمرار إعجاب الرجال المسنّين المحافظين بها بإبقائها على وجهات نظرها المحافظة. خلال السنوات الأولى من زواجها، شغل زوجها منصب وكيل وزارة الخزانة، ليُعيّن في عام 1823 مسؤولاً عن مفوّضي الغابات والأحراج، وتكفّل بالحدائق والمنتزهات الملكية. أثّرت علاقته مع العائلة المالكة بالإيجاب على مكانته ومكانة زوجته.
أبدت آربثنوت ذكاءً حادّاً وساخراً في الملاحظات التي كتبتها حول النساء اللائي دخلن مع علاقات أعظم رجال عصرهنّ. كتبت آربثنوت عن إحدى عشيقات ولنغتون، الأميرة دوروثيا ليفين، والتي كانت زوجة السفير الروسي الإمبراطوري في لندن بين عامي 1812 و1834، قالت إنه «لمن الغريب أن يؤثّر حب وهوى المرأة الأنيقة بهذا الشكل على شؤون أوروبا». كتبت آربثنوت ملاحظاتها السياسية بشكل واضح مبديةً وجهة نظرها المحافظة. وعلى الرغم من ذلك، اعتُبر شرحها المفصّل للتناحر على السلطة ما بين المحافظين والليبراليين بين عامي 1822 و1830 واحد من أكثر التقارير الموثوقة حول هذا الصراع.